# Cyprian Ekwensi
Chief Cyprian Odiatu Duaka Ekwensi OFR (26 de setembro de 1921 - 4 de novembro de 2007) foi um autor nigeriano de romances, contos e livros infantis.

## Biografia

### Infância, educação e família
Cyprian Odiatu Duaka Ekwensi, um Igbo, nasceu em Minna, Estado do Níger. Ele é natural de Nkwelle Ezunaka na área do governo local de Oyi, estado de Anambra, Nigéria. Seu pai era David Anadumaka, um contador de histórias e caçador de elefantes.
Ekwensi frequentou o Government College em Ibadan, Oyo State, Achimota College em Gana, e a School of Forestry, Ibadan, após o que trabalhou por dois anos como oficial florestal. Ele também estudou farmácia no Yaba Technical Institute, Lagos School of Pharmacy e Chelsea School of Pharmacy da Universidade de Londres . Ele ensinou no Igbobi College.
Ekwensi casou-se com Eunice Anyiwo e tiveram cinco filhos. Ele tem muitos netos, incluindo Cyprian Ikechi Ekwensi, que leva o nome de seu avô, e sua neta mais velha, Adrianne Tobechi Ekwensi.

### Carreira governamental
Ekwensi foi contratado como chefe de recursos na Nigerian Broadcasting Corporation (NBC) e no Ministério da Informação durante a Primeira República; ele acabou se tornando diretor deste último. Ele renunciou ao cargo em 1966, antes da Guerra Civil, e mudou-se para Enugu com sua família. Mais tarde, ele atuou como presidente do Bureau de Publicidade Externa de Biafra, antes de sua reabsorção pela Nigéria.

### Carreira literária
Ekwensi escreveu centenas de contos, roteiros de rádio e televisão e várias dezenas de romances, incluindo livros infantis. Seu People of the City, de 1954, foi seu primeiro livro a atrair atenção internacional. Seu romance Drummer Boy (1960), baseado na vida de Benjamin 'Kokoro' Aderounmu, foi uma descrição perspicaz e poderosa da vida errante, sem-teto e pobre de um artista de rua. Seu romance de maior sucesso foi Jagua Nana (1961), sobre uma mulher nigeriana de língua pidgin que deixa o marido para trabalhar como prostituta em uma cidade e se apaixona por uma professora. Ele também escreveu uma sequência para isso, Jagua Nana's Daughter.
Em 1968, recebeu o Prêmio Internacional de Literatura Dag Hammarskjöld. Em 2001, ele foi nomeado MFR e, em 2006, tornou-se membro da Academia Nigeriana de Letras.

### Morte
Ekwensi morreu em 4 de novembro de 2007 na Fundação Níger em Enugu, onde foi operado para uma doença não revelada. A Associação de Autores Nigerianos (ANA), que pretendia premiá-lo no dia 16 de novembro de 2007, converteu a homenagem em prêmio póstumo.

## Trabalhos selecionados
- Quando o amor sussurra (1948)
- Entretenimento de uma noite africana (1948)
- A boa pretendente (1949)
- A Garra do Leopardo (1950)
- People of the City (Londres: Andrew Dakers, 1954) (Este romance foi traduzido para o cingalês por Kumudu Champike Jayawardana (නුවරු – කුමුදු චම්පික ජයවර්ධන))
- O baterista (1960)
- O Passaporte de Mallam Ilia (escrito em 1948, publicado em 1960)
- Jagua Nana (1961)
- Grama em chamas (1961)
- Entretenimento de uma noite africana (1962)
- Beautiful Feathers (romance; Londres: Hutchinson, 1963)
- Rainmaker (contos; 1965)
- Iska (Londres: Hutchinson, 1966)
- Lokotown e outras histórias (Heinemann, 1966)
- Cidade Inquieta e Natal de Ouro (1975)
- Divided We Stand: a Novel of the Nigerian Civil War (1980)
- Bebê sem mãe (Nigéria: Fourth Dimension Publishing Company, 1980)
- Filha de Jagua Nana (1987)
- Atrás da Muralha do Convento (1987)
- O Grande Pássaro Elefante (Irmãos Evans, 1990
- Foi para Meca (Heinemann Educational Books, 1991)
- Filha de Jagua Nana (1993)
- Masquerade Time (livro infantil; Londres: Chelsea House Publishing; Jaws Maui, 1994)
- Cash on Delivery (2007, coleção de contos)